# The Essential Santana
The Essential Santana je kompilacijski album skupine Santana, ki je izšel leta 2002. Album je del serije Essential, ki je izšla pri založbi Sony BMG.
Za razliko od nekaterih drugih kompilacij skupine, vsebuje The Essential Santana studijski posnetek skladbe »Soul Sacrifice« in ne žive verzije z Woodstocka.
Kompilacija ne vsebuje skladb z najuspešnejšega albuma skupine, Supernatural, ker v času izdaje tega albuma, založbi Arista Records in Columbia Records nista imeli skupnega lastnika. Leta 2013 je založba Sony izdala še eno kompilacijo Essential Santana, ki vsebuje tudi skladbe založbe Arista, kot tudi Woodstock verzijo skladbe »Soul Sacrifice«.

## Seznam skladb
| Disk 1 | Disk 1                          | Disk 1                                                        | Disk 1                                                           | Disk 1  |
| Št.    | Naslov                          | Pisec                                                         | Z albuma                                                         | Dolžina |
| ------ | ------------------------------- | ------------------------------------------------------------- | ---------------------------------------------------------------- | ------- |
| 1.     | „Jingo‟                         | Babatunde Olatunji                                            | Santana, 1969                                                    | 4:22    |
| 2.     | „Evil Ways‟                     | Clarence "Sonny" Henry                                        | Santana                                                          | 3:56    |
| 3.     | „Soul Sacrifice‟                | Carlos Santana, Gregg Rolie, David Brown, Marcus Malone       | Santana                                                          | 6:36    |
| 4.     | „Black Magic Woman/Gypsy Queen‟ | Peter Green/Gábor Szabó                                       | Abraxas, 1970                                                    | 5:19    |
| 5.     | „Oye Como Va‟                   | Tito Puente                                                   | Abraxas                                                          | 4:17    |
| 6.     | „Samba Pa Ti‟ (instrumental)    | Santana                                                       | Abraxas                                                          | 4:46    |
| 7.     | „Everybody's Everything‟        | Santana, Milton Brown, Tyrone Moss                            | Santana III, 1971                                                | 3:32    |
| 8.     | „No One To Depend On‟           | Mike Carabello, Coke Escovedo, Rolie                          | Santana III                                                      | 5:24    |
| 9.     | „Toussaint L'Overture‟          | José Areas, Brown, Carabello, Rolie, Santana, Michael Shrieve | Santana III                                                      | 5:56    |
| 10.    | „Guajira‟                       | Areas, Brown, Rico Reyes                                      | Santana III                                                      | 5:44    |
| 11.    | „La Fuente del Ritmo‟           | Mingo Lewis                                                   | Caravanserai, 1972                                               | 4:33    |
| 12.    | „In a Silent Way‟               | Joe Zawinul, Miles Davis                                      | v živo; Fillmore West, San Francisco, Kalifornija, 4. julij 1971 | 7:58    |
| 13.    | „Love, Devotion & Surrender‟    | Santana, Richard Kermode                                      | Welcome, 1973                                                    | 3:38    |
| 14.    | „Mirage‟                        | Leon Patillo                                                  | Borboletta, 1974                                                 | 4:43    |
| 15.    | „Carnaval‟                      | Tom Coster, Santana                                           | Festival, 1977                                                   | 2:15    |
| 16.    | „Let the Children Play‟         | Coster, Patillo, Santana                                      | Festival                                                         | 3:28    |
| 17.    | „Jugando‟                       | Coster, Patillo, Santana                                      | Festival                                                         | 2:12    |

| Disk 2 | Disk 2                                  | Disk 2                                                           | Disk 2                              | Disk 2  |
| Št.    | Naslov                                  | Pisec                                                            | Z albuma                            | Dolžina |
| ------ | --------------------------------------- | ---------------------------------------------------------------- | ----------------------------------- | ------- |
| 1.     | „She's Not There‟                       | Rod Argent, Coster                                               | Moonflower, 1977                    | 4:09    |
| 2.     | „Dance Sister Dance (Baila Mi Hermana)‟ | Leon "Ndugu" Chancler, Coster, David Rubinson                    | v živo; sicer z albuma Amigos, 1976 | 8:00    |
| 3.     | „Europa (Earth's Cry Heaven's Smile)‟   | Coster, Santana                                                  | Amigos                              | 5:05    |
| 4.     | „Stormy‟                                | Buddy Buie, James Cobb                                           | Inner Secrets, 1978                 | 4:47    |
| 5.     | „Well... All Right‟                     | Norman Petty, Buddy Holly, Jerry Allison, Joe B. Mauldin         | Inner Secrets                       | 4:09    |
| 6.     | „Open Invitation‟                       | Dennis Lambert, David Margen, Brian Potter, Santana, Greg Walker | Inner Secrets                       | 4:45    |
| 7.     | „Aqua Marine‟                           | Alan Pasqua, Santana                                             | Marathon, 1979                      | 5:35    |
| 8.     | „You Know That I Love You‟              | Alex Ligertwood, Pasqua, Santana                                 | Marathon                            | 3:57    |
| 9.     | „All I Ever Wanted‟                     | Ligertwood, Santana, Chris Solberg                               | Marathon                            | 3:35    |
| 10.    | „Winning‟                               | Russ Ballard                                                     | Zebop!, 1981                        | 3:29    |
| 11.    | „Hold On‟                               | Ian Thomas                                                       | Shangó, 1982                        | 4:36    |
| 12.    | „Nowhere to Run‟                        | Ballard                                                          | Shangó                              | 2:53    |
| 13.    | „Say it Again‟                          | Val Garay, Goldstein, Lapeau                                     | Beyond Appearances, 1985            | 3:28    |
| 14.    | „Veracruz‟                              | Jeffrey Cohen, Buddy Miles, Rolie, Santana                       | Freedom, 1987                       | 3:46    |
| 15.    | „Blues for Salvador‟                    | Santana, Chester D. Thompson                                     | Blues for Salvador, 1987            | 5:57    |
| 16.    | „The Healer‟                            | John Lee Hooker, Roy Rogers, Santana, Thompson                   | The Healer, 1989 (John Lee Hooker)  | 5:38    |